# Mono Lake

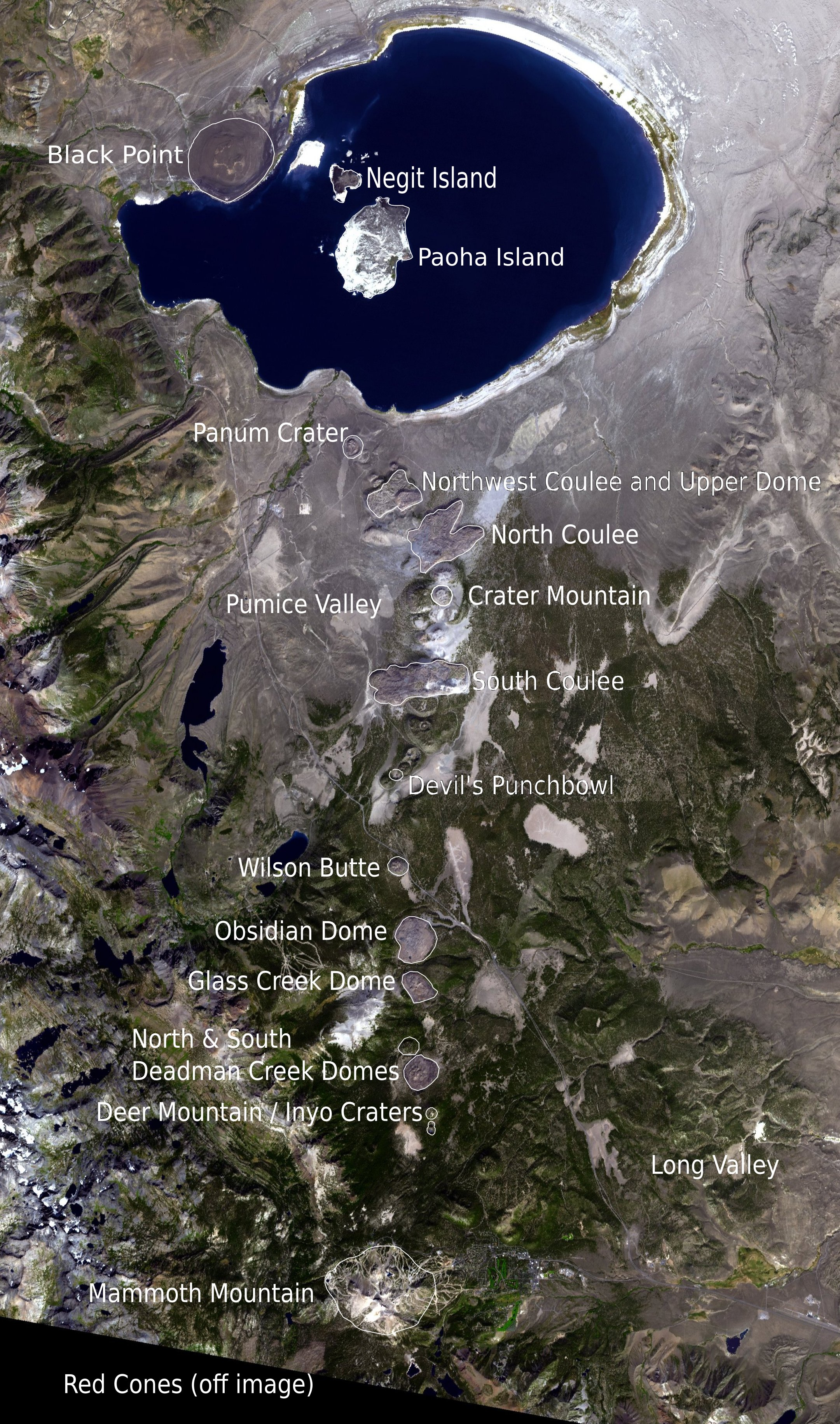
Satellitenbild mit Mono Lake und dem Vulkangebiet

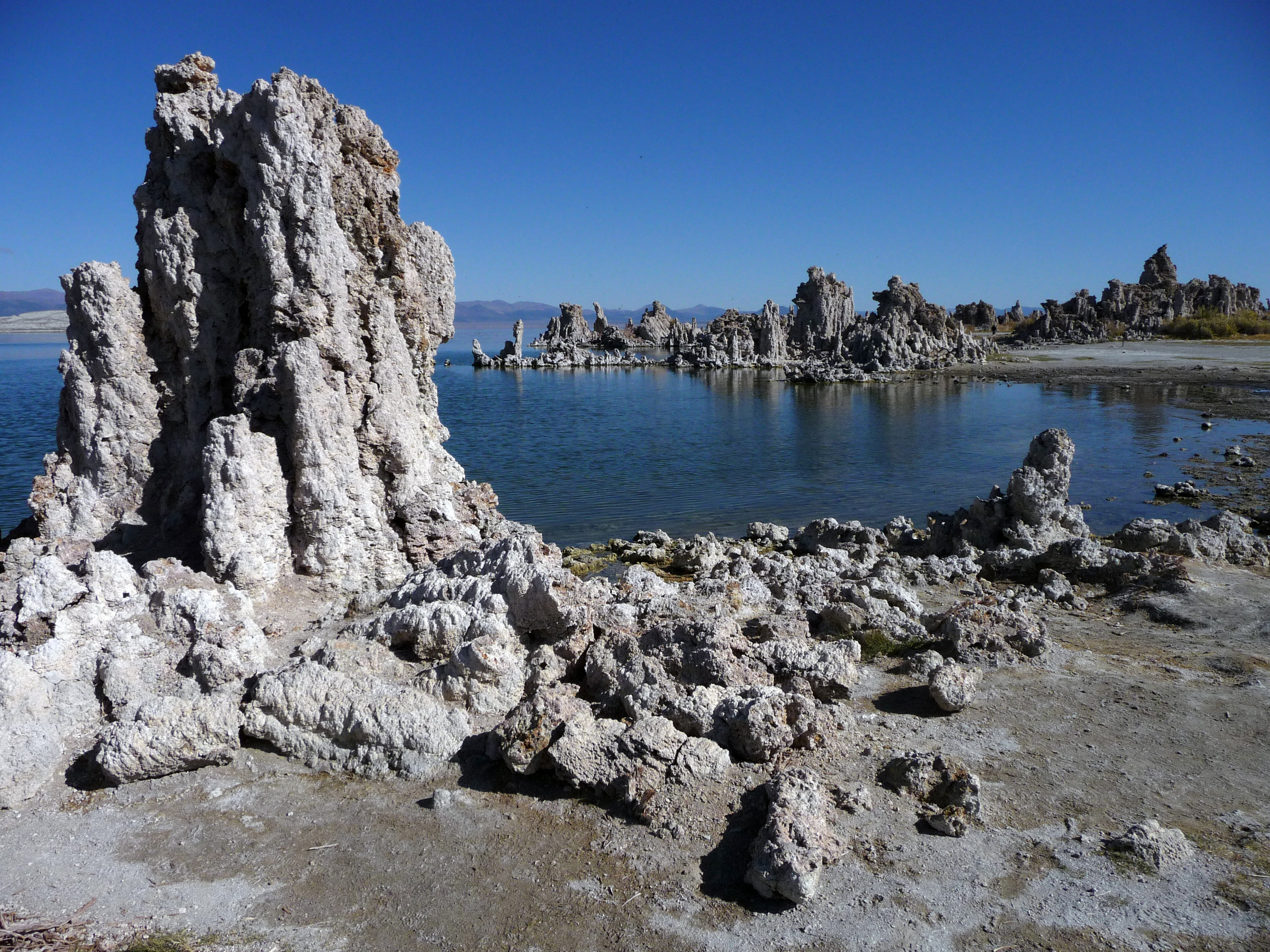
Kalktuff-Formationen am Mono Lake

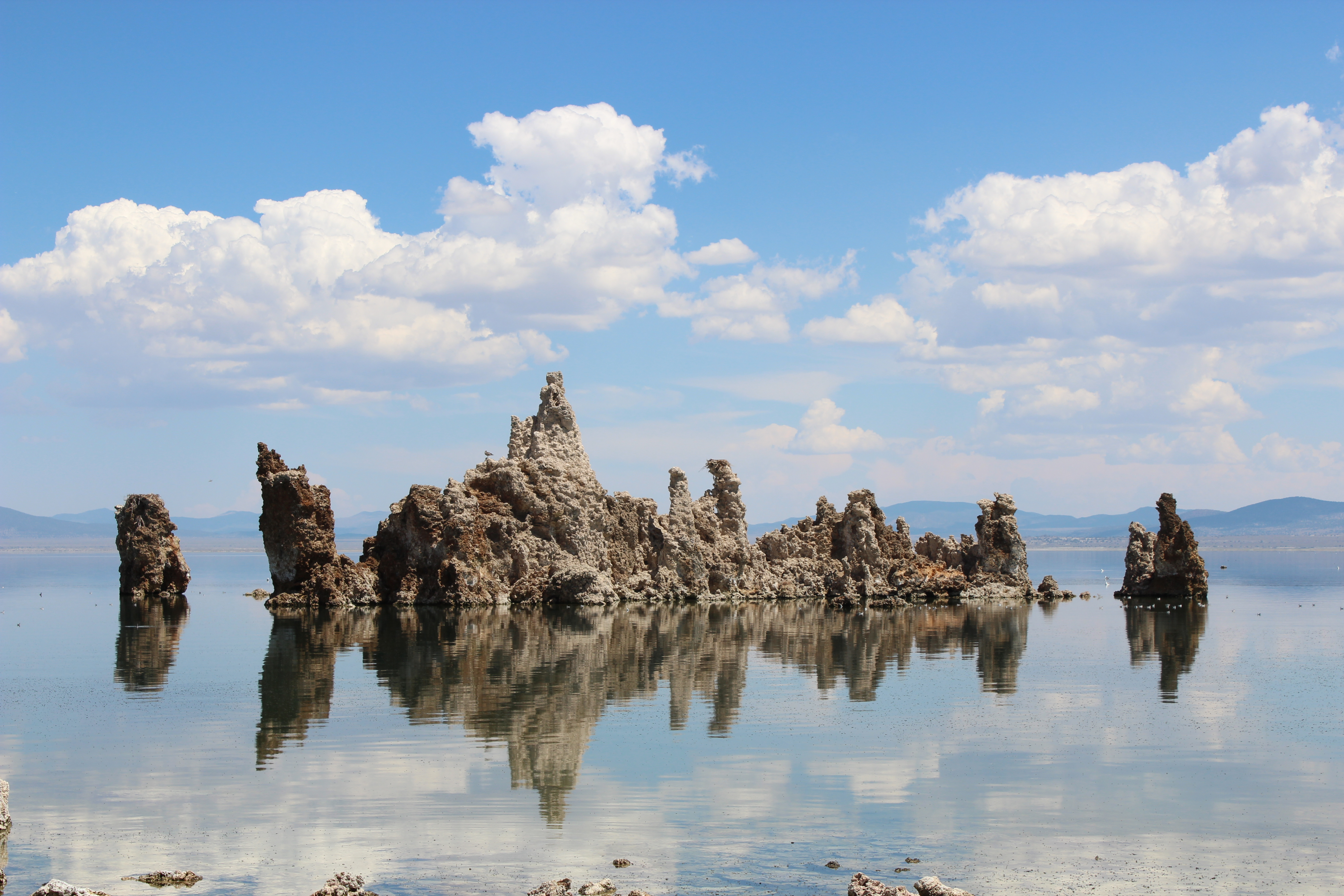
Kalktuff-Formationen am Mono Lake

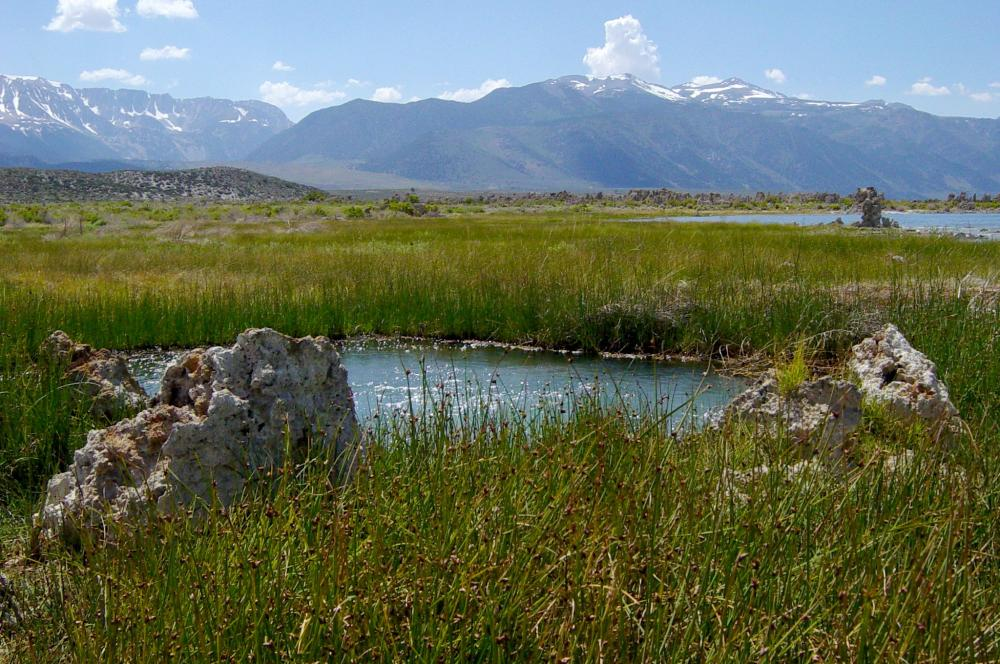
Süßwasserquelle am Nordufer des Sees mit kleinen Tuffgebilden

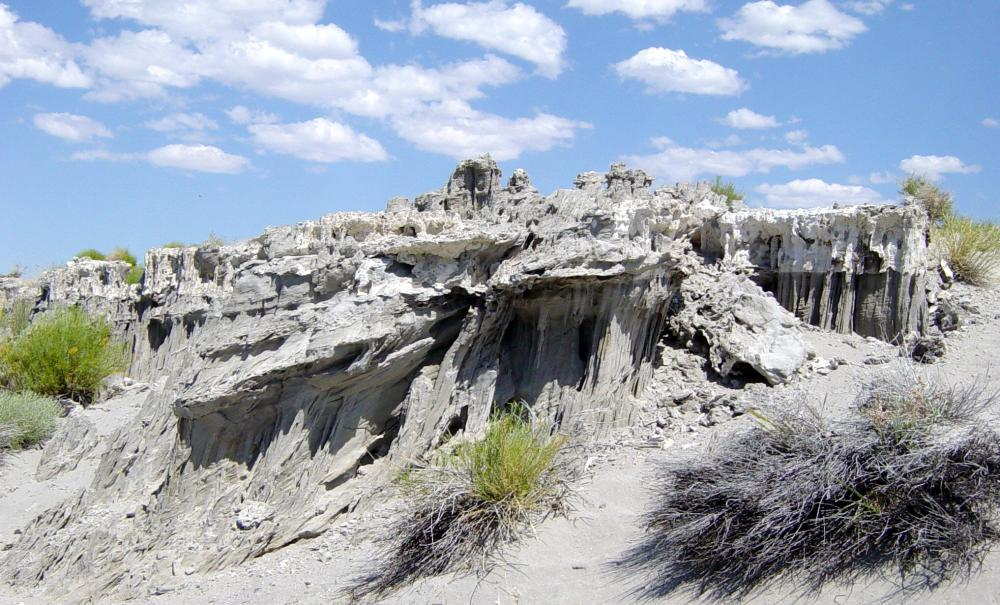
Sand-Tuff am Ufer des Mono Lake

Der Mono Lake ist ein Natronsee; er ist also sowohl besonders alkalisch als auch besonders salzhaltig. Er liegt in Mono County im zentral-östlichen Teil von Kalifornien, in einem abflusslosen Becken am Westrand des Großen Beckens unter der Ostflanke der Sierra Nevada. Wegen der harschen Umweltbedingungen müssen Tiere und Pflanzen sowohl an den hohen pH-Wert angepasst sein als auch den Salzgehalt ertragen können. Daher hat sich ein Ökosystem aus sehr wenigen angepassten Arten bei sehr hoher Individuenzahl entwickelt, das für einige Vogelarten von besonderer Bedeutung ist.
Aus dem Einzugsgebiet des Sees wird seit 1941 Trinkwasser in eine über 520 km lange Wasserleitung abgeführt, die die Stadt Los Angeles versorgt. Dadurch sank der Wasserspiegel des Sees kontinuierlich ab, der Salzgehalt stieg, Teile des Seebetts trockneten aus. Für die Zuflüsse und den See ergaben sich schwerwiegende ökologische Folgen. Zugleich wurden im See und am Ufer zahlreiche unter Wasser entstandene Kalktuff-Gebilde in bizarren Formen sichtbar, was zur Bekanntheit des Sees beitrug. Naturschützer thematisierten ab Anfang der 1980er Jahre die Absenkung des Wasserspiegels. Nach Gerichtsbeschlüssen über eine Begrenzung der Ableitung steigt er seit Mitte der 1990er Jahre langsam wieder an.

## Geographie
Das Mono-Becken liegt am Westrand der Basin-and-Range-Region, die durch eine Krustendehnung entstand. Dabei wurden überwiegend parallele Horst-und-Graben-Strukturen gebildet oder einzelne Becken wie am Mono Lake. Die Basin and Range-Region setzt sich im Norden, Osten und Süden des Sees in Kalifornien und Nevada fort. Im Südosten liegen die White Mountains, im Westen steigt die steile Flanke der Sierra Nevada auf. Das Einzugsgebiet des Mono Lake mit rund 2020 km² erstreckt sich in der Höhe vom Hauptkamm der Sierra mit Mount Lyell (3994 m) und Mount Dana (3978 m) bis hinunter zum Wasserspiegel von derzeit 1945 m über dem Meer (Stand 2017). Benachbarte Einzugsgebiete sind im Norden der Walker River, im Süden das Owens Valley mit der Long Valley Caldera als oberem Talschluss und im Westen jenseits des Sierra-Hauptkamms und des Tioga Passes der Yosemite-Nationalpark mit dem Merced River und dem Tuolumne River. Im Südwesten entspringt der San Joaquin River. Das Becken reicht 500 bis 1350 m unter das heutige Bodenniveau, es ist mit Sedimenten verfüllt, die von Gletschern, Oberflächengewässern und Vulkanen abgelagert wurden.
Das Becken entstand vor rund drei Millionen Jahren, der See gehört mit einem Alter von mindestens 760.000 Jahren zu den ältesten Seen Nordamerikas. Am Ende der letzten Eiszeit (in Nordamerika als Wisconsin glaciation bezeichnet) füllte sich das Mono-Becken vollständig mit Schmelzwasser und lief nach Osten in die benachbarten Becken über. Der dadurch entstandene, als Lake Russell bezeichnete prähistorische See hatte vor etwa 12.500 Jahren eine Fläche von knapp 900 km² und eine Tiefe von rund 100 m. Die damalige Uferlinie kann an den Hängen im Westen aus ihrer Terrassenstruktur abgelesen werden. Nach dem Ende der Eiszeit schmolzen die den See speisenden Gletscher ab; infolge des damit einhergehenden Klimawandels ließen auch die Niederschläge stark nach. Vor rund 9000 Jahren schließlich hatte der See etwa die heutige Ausdehnung, mit der er heute als Mono Lake bezeichnet wird.
Das heutige Erscheinungsbild des Mono Lake ist stark von historischem Vulkanismus geprägt. Die Mono-Inyo Craters südlich des Sees sind rhyolithische Lavadome und mit einem Alter von 2000 bis 600 Jahren die jüngste Hügelkette Nordamerikas. Der Panum-Krater, der nördlichste des Kraterfelds, ist mit rund 650 Jahren der jüngste und liegt nur etwas mehr als einen Kilometer südlich des Sees. Die dunkle Negit-Insel im Norden des Sees ist vulkanischen Ursprungs und knapp 2000 Jahre alt. Die größere, zentrale Pahoa-Insel ist die jüngste Auswirkung des Vulkanismus in der Region. Selbst nicht aus vulkanischem Material, wurde sie durch darunter aufsteigendes Magma angehoben und durchbrach vor rund 250 Jahren die Wasseroberfläche. Black Point am Nordwestufer ist der Überrest eines basaltischen Schlackenkegelvulkans, der vor etwa 13.300 Jahren unter Wasser ausbrach.
Da das Becken östlich der Sierra Nevada liegt, befindet es sich in ihrem Regenschatten. Während die östlichen Hochlagen des Gebirges Niederschläge von 1300 mm/a erhalten, herrscht an den Hängen und im Hügelland ein semiarides, am See selbst ein arides Klima mit 140 mm/a Niederschlag am Nordostufer. Der Zulauf zum See stammt von winterlichem Schneefall auf die höheren Lagen der Sierra, der nach der Schneeschmelze über den Lee Vining Creek und den Rush Creek zum See abläuft; beide Bäche werden vom Los Angeles Aqueduct angezapft. Kleinere Zuflüsse sind der Mill Creek und der Wilson Creek im Nordwesten. Weitere Zuflüsse im Süden und Norden führen nur zeitweise Wasser und spielen für den Wasserstand des Sees keine Rolle. Rush Creek und Mill Creek werden zur Gewinnung von Wasserkraft aufgestaut.
Mit seiner langen geologischen Existenz einhergehend ließen Klima und Niederschlag den Wasserspiegel des Sees immer wieder stark schwanken; in den letzten 3800 Jahren variierte er um mindestens 40 m. Der höchste Wasserstand von 1980 m über dem Meer wurde mittels Radiokohlenstoffmethode auf vor rund 3800 Jahren datiert, der niedrigste feststellbare Pegel lag vor rund 1800 Jahren bei 1940 m. Beim Beginn der historischen Aufzeichnungen 1857 lag er bei 1949 m. Danach folgte ein Anstieg auf den Höchststand in der durch direkte Messungen belegten Zeit bei 1959 m im Jahr 1919 und ein langsamer Rückgang auf 1956 m beim Beginn der Ausleitung 1941. Im Ergebnis stand der Wasserspiegel in den letzten 2000 Jahren überwiegend unterhalb der vor der Ausleitung vorgefundenen Werte, so dass die Planungen für Wasserversorgung und -nutzung berücksichtigen müssen, dass ihre Modelle auf einer Phase mit überdurchschnittlichem Niederschlag beruhen und sie mit größerer Trockenheit rechnen sollten als bisher angenommen.
Da der Mono Lake keinen natürlichen Abfluss hat, verliert er nur durch Verdunstung an Wasser. Dadurch sammeln sich alle im zufließenden Wasser gelösten Mineralien im See an. In der Folge stieg der Salzgehalt, und das Seewasser wurde zunehmend alkalisch. Es enthält ungefähr 258 Millionen Tonnen gelöste Salze. Der Salzgehalt variiert mit dem schwankenden Wasservolumen. Vor 1941 betrug er 50 Gramm pro Liter (die Ozeane der Welt haben einen durchschnittlichen Wert von 31,5 Gramm pro Liter). Als der See 1982 auf seinen niedrigsten Pegel sank, hatte der Salzgehalt sich auf 99 Gramm pro Liter verdoppelt. 2002 waren es 78 Gramm Salz pro Liter. Es wird erwartet, dass sich mit steigendem Wasserstand der Salzgehalt langfristig auf einem durchschnittlichen Niveau von 69 Gramm Salz pro Liter stabilisieren wird. Der See ist durch die Vielzahl an gelösten Carbonaten mit einem pH-Wert von 9,8 stark alkalisch. Höhere Salzkonzentrationen kommen in anderen Seen in den Vereinigten Staaten und anderen Teilen der Erde vor, aber kein anderer See der Erde weist eine vergleichbare Kombination aus Salinität und Alkalinität auf.
Auch andere Stoffe konzentrierten sich im See – die hohen Werte von ≈130 Mikromol Schwefel pro Liter Seewasser, 35 Mikromol Bor und insbesondere der hohe Gehalt von rund 200 bis im Einzelfall 300 Mikromol an Arsen pro Liter stellen einen weiteren Umweltfaktor des Sees dar, den nur wenige angepasste Organismen ertragen.
Die charakteristischen Kalktuff-Gebilde an den Seeufern entstehen unter Wasser, die heute sichtbaren wurden erst durch die Absenkung des Wasserspiegels freigelegt. Im See treten Quellen aus, die Wasser mit gelöstem Calciumcarbonat aus den umliegenden Bergen transportieren. Durch die unterschiedlichen Säurewerte von Quellwasser und See kommt es zur Ausfällung der Carbonate als Kalktuff. Eine Besonderheit des Mono Lake ist der Sand-Tuff. Quellen mit hoher Schüttung an sandigen Uferabschnitten können Süßwasser, Sand und das Salzwasser des Sees so verwirbeln, dass Tuffausfällungen in dünnen Schichten im Sand auftreten. Wird der Sand später durch die Strömung ausgewaschen, bleiben kleine, filigrane Gebilde aus Tuff erhalten, die in einigen Fällen trockenfallen und so der schnellen Zerstörung durch die Strömung entgehen.
Ein weiteres Mineral am Mono Lake ist Hazenit. Das biogene Phosphat wird in Algen des Sees gebildet, die an den Kalktuff-Säulen wachsen. Es wurde 2007 erstmals beschrieben und bisher an keinem anderen Ort gefunden.

## Ökologie

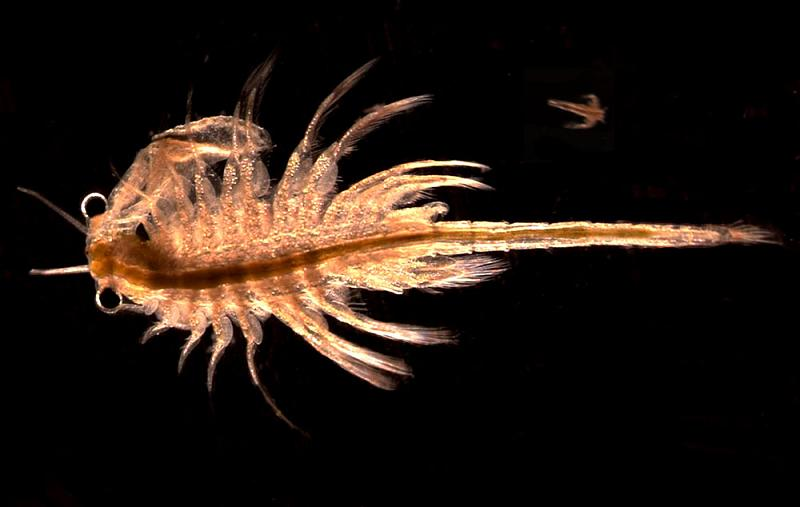
Salzkrebs Artemia monica

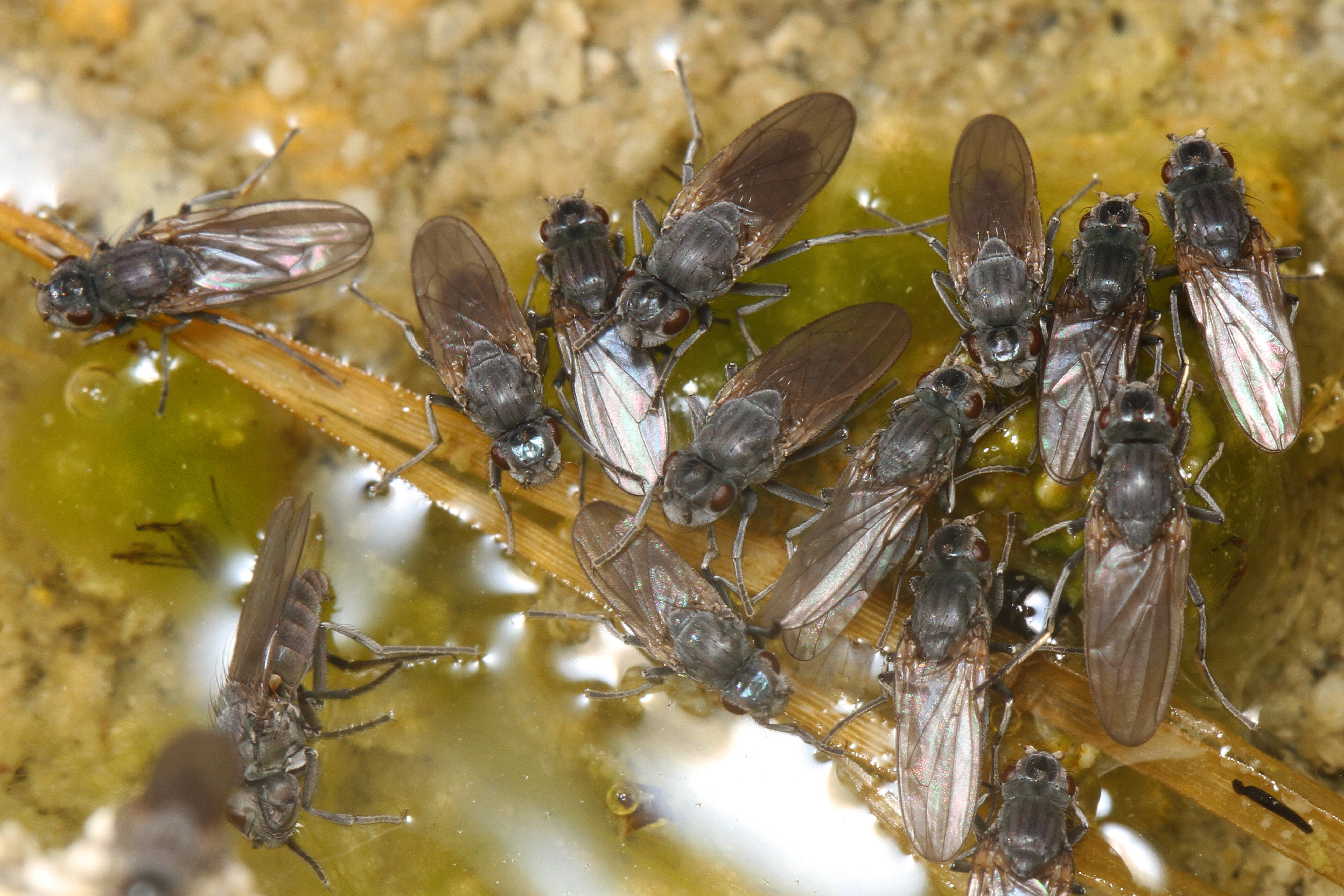
Salzfliegen der Art Ephydra hians

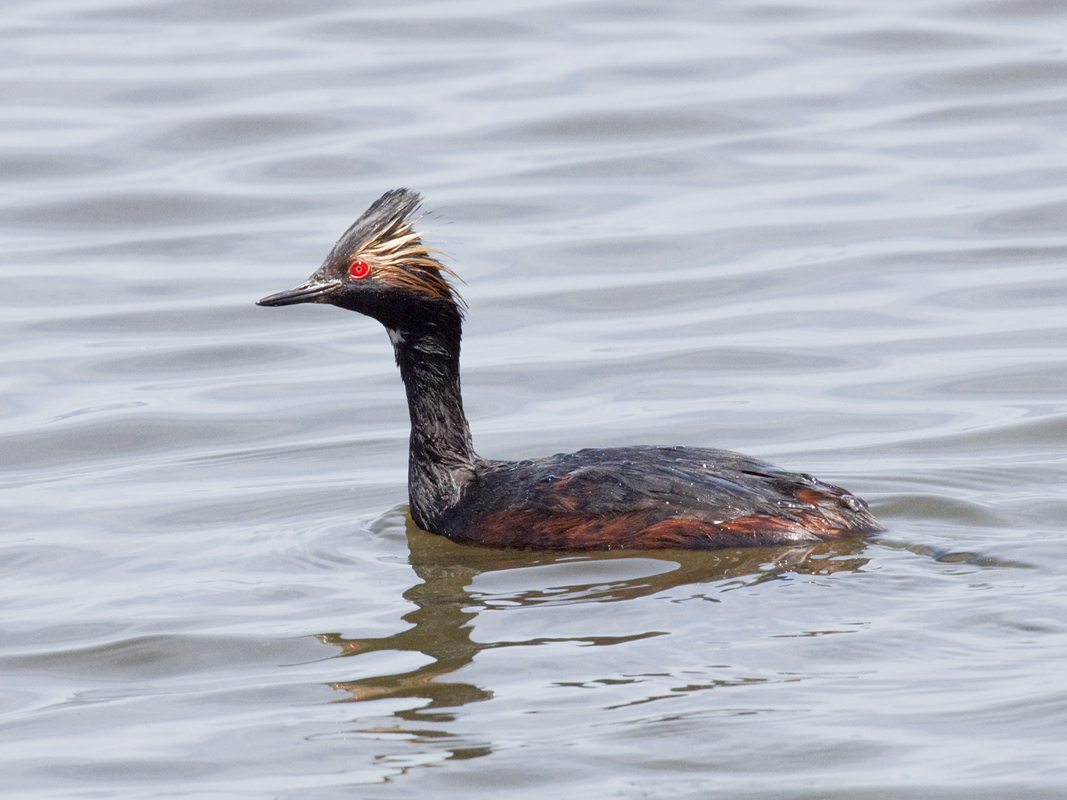
Schwarzhalstaucher

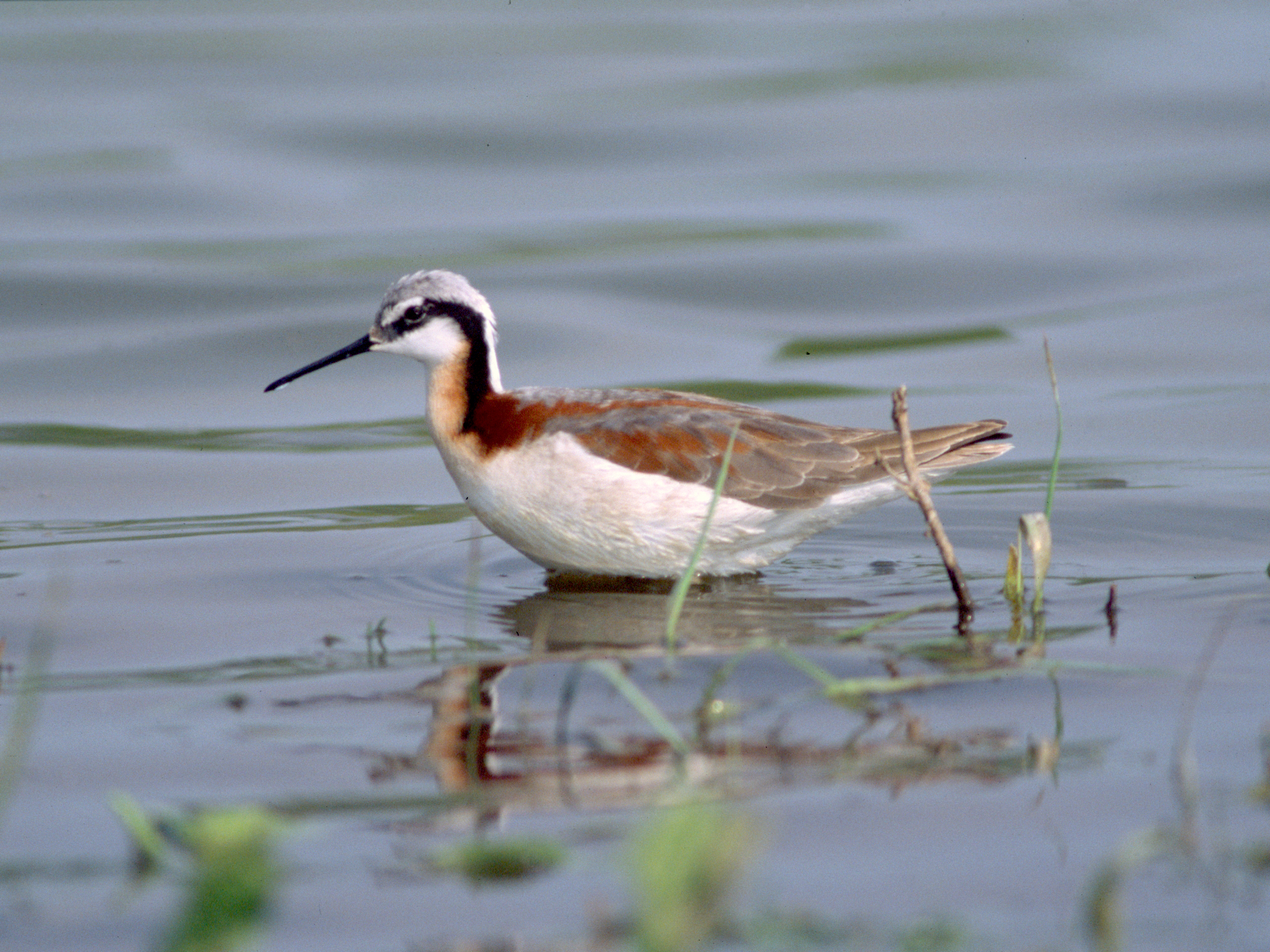
Wilson-Wassertreter

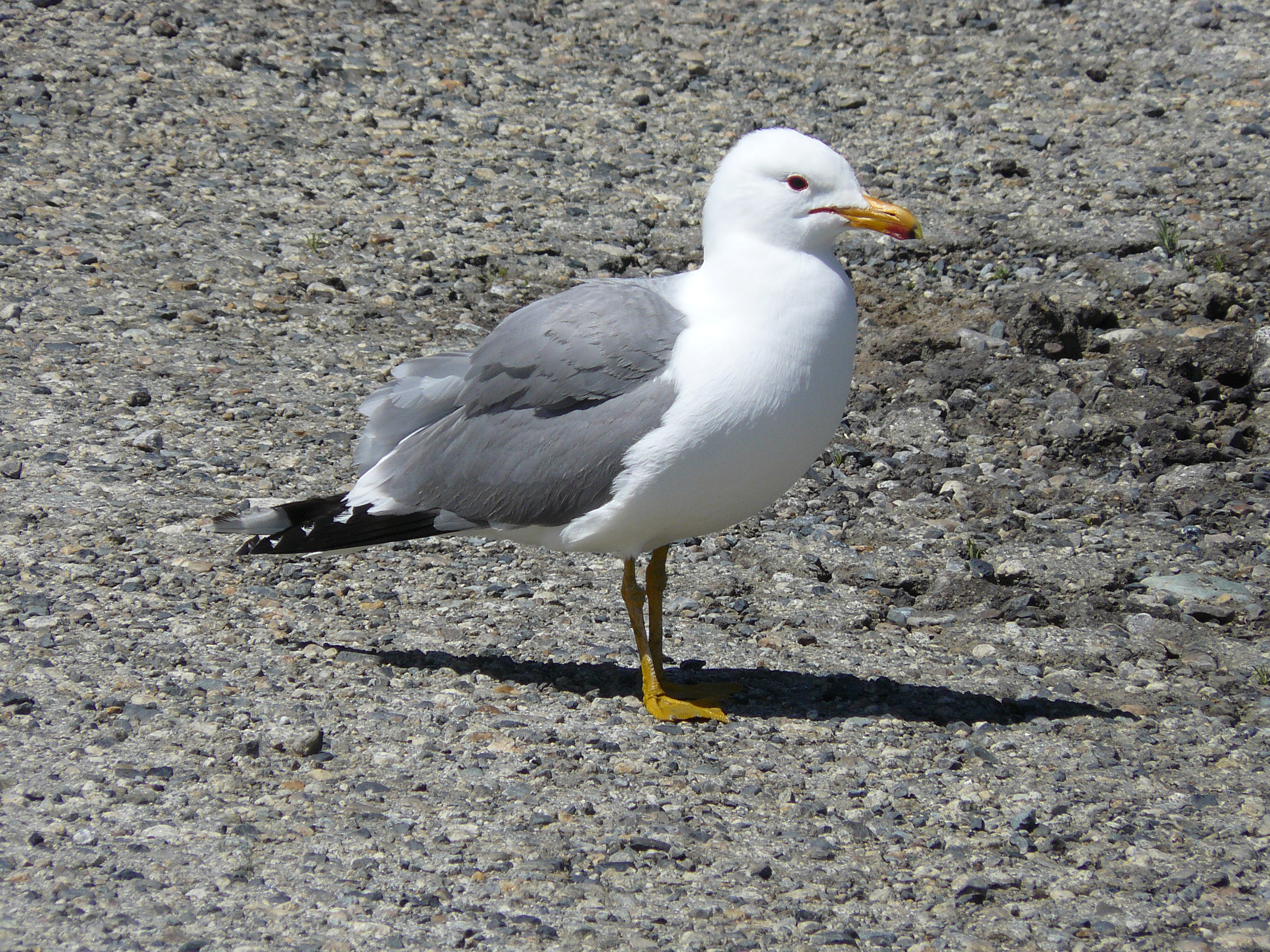
Kaliforniermöwe am Mono Lake

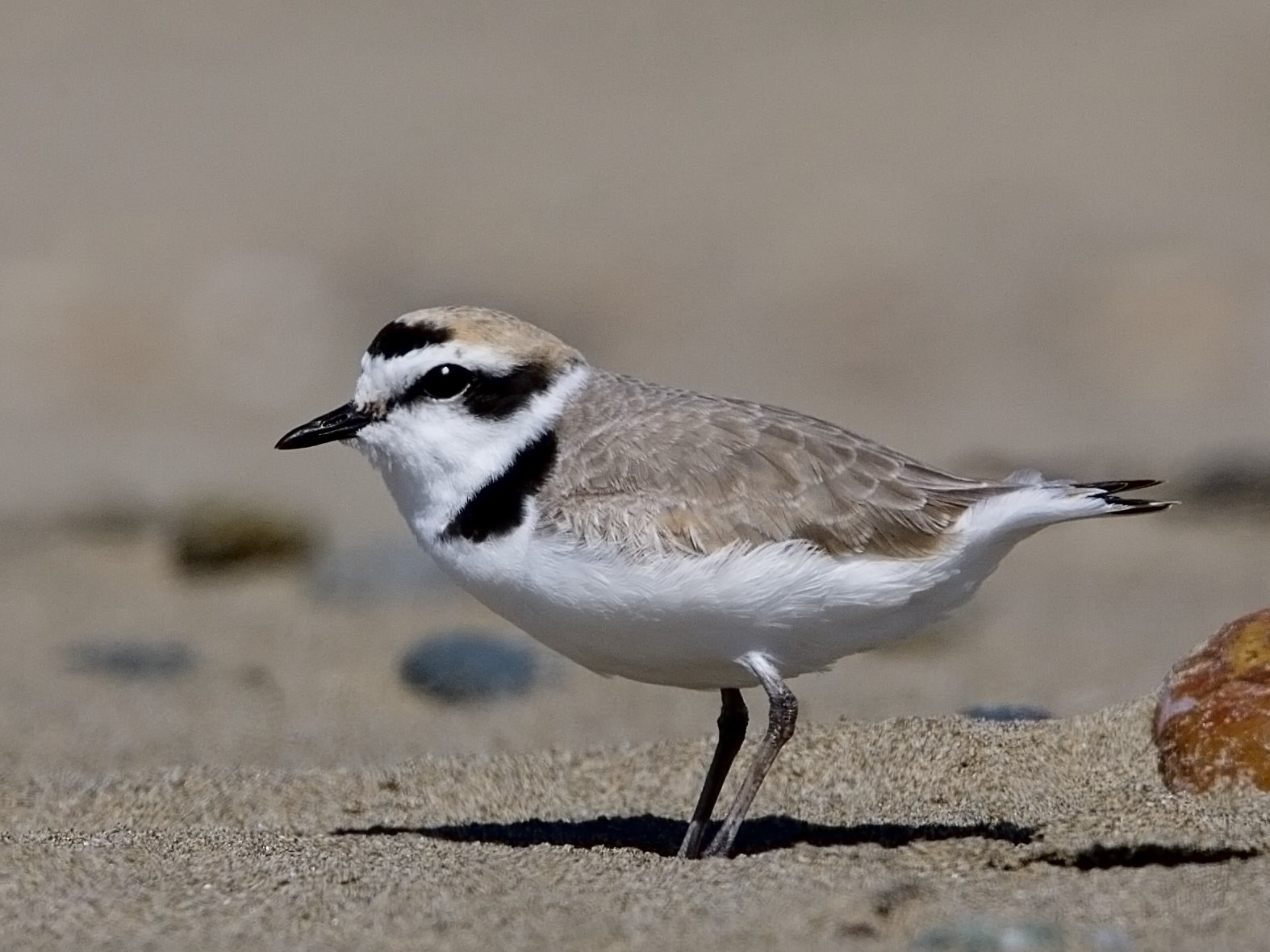
Amerika-Seeregenpfeifer (Schneeregenpfeifer)

Die hohe Salinität des Mono Lake in Verbindung mit der Alkalität eines pH-Wertes von knapp 10 schränkt das Ökosystem im und am See stark ein. Im See können nur Arten leben, deren Stoffwechsel in besonderem Maße an den osmotischen Druck und den daraus folgenden geringen Gehalt an freiem Wasser im Organismus angepasst ist.
Der See unterteilt sich in zwei wesentliche Lebensräume:
- In den tiefen Wasserbereichen ist Phytoplankton die Grundlage der Nahrungskette. Von diesen ernähren sich Krebstiere, vorwiegend die Art Artemia monica und in geringerem Maße Artemia salina, Kleinkrebse mit einer Größe von wenigen Millimetern bis unter einem Zentimeter. Im offenen Wasser gibt es kein Zooplankton von nennenswerter Verbreitung, der Seegrund ist in den tiefen Wasserbereichen völlig frei von tierischem Leben. Diese Krebstiere sind die Nahrungsgrundlage für den Schwarzhalstaucher und die Kaliforniermöwe. Zum Plankton gehören auch die Kragengeißeltierchen der Art Barroeca monosierra, deren Kugelkolonien die kleinsten Organismen mit einem bakteriellen Mikrobiom im Innern sind.
- In den Uferzonen ist die Salzfliegenart Ephydra hians maßgeblich. Auch sie ernährt sich von Phytoplankton. Anders als im Tiefwasser kommen in den Uferbereichen allerdings auch einige weitere Insektenarten vor, so zwei Bremsen der Gattung Chrysops sowie eine Stechfliegenart aus der Gnitzen-Gattung Culicoides und weitere Arten mit wesentlich geringerem Anteil. Die Insekten und ihre Larven bilden die Nahrungsgrundlage für Limikolen, die Vögel der Uferzonen. Darunter ist besonders der Wilson-Wassertreter zu nennen.

Weil im Mono Lake keine Fische leben können, ist die Nahrungskette vom Phytoplankton als Primärproduzenten über Zooplankton und Insekten als Primärkonsumenten zu den Vögeln als Endkonsumenten sehr kurz. Dafür kommen die Arten in großer Individuenzahl vor. Die höchste gemessene Dichte an Artemia-Krebsen im Mono Lake betrug 31.000 Tiere/m², der Wert schwankt zeitlich und räumlich stark. Die Salzfliegen und ihre Puppen bilden im Sommer Teppiche und Matten im Uferbereich. Die Matten aus Salzfliegen-Puppen halten sich unter Wasser vorwiegend im östlichen Teil des Seeufers auf, wobei sie an Tuff-Türmen ein ideales Substrat vorfinden. Die erwachsenen Tiere leben vorwiegend auf den Uferebenen und bilden dort dichte Bestände, die dunklen Wolken gleichen.
Auch einige Arten der Endkonsumenten kommen in sehr hoher Dichte vor, so dass der Mono Lake eine besondere Bedeutung für ihre Populationen hat. Schwarzhalstaucher nutzen den See als Rastplatz auf dem Vogelzug, wobei sie sich Nahrungsreserven anfressen und die Zeit zur Mauser nutzen. Spitzenzahlen von 600.000 bis 900.000 Exemplaren wurden beobachtet. Nachdem die Gesamtpopulation der Schwarzhalstaucher in Nordamerika auf etwa 2,5 Millionen geschätzt wird, ist der Mono Lake für mindestens ein Viertel bis zu etwa einem Drittel aller Individuen von großer Bedeutung. Die Artemia-Krebse und die Larven der Salzfliegen machen rund 95 % ihrer Nahrungsaufnahme während des Aufenthaltes am See aus.
Wilson-Wassertreter sind in besonderem Maße auf Rastplätze mit guter Nahrungsversorgung angewiesen, weil sie von Nordamerika auf dem Vogelzug einen Non-Stop-Flug in die Winterquartiere Südamerikas antreten. Mono Lake ist der mit großem Abstand wichtigste Sammel- und Rastplatz für diese Art im westlichen Nordamerika mit rund 100.000 bis 125.000 Tieren pro Jahr, von denen etwa 70.000 als Spitzenbestand gleichzeitig anwesend sind. Auch sie nutzen den Aufenthalt am See zur Mauser. Für das eng verwandte Odinshühnchen werden über 50.000 Individuen im Jahr am Mono Lake genannt, was ein wesentlich geringerer Anteil der nordamerikanischen Gesamtpopulation ist, weshalb diese Art weniger auf den See angewiesen ist. Für eine weitere Wassertreterart, das Thorshühnchen, ist der See nicht von Bedeutung.
Die Kaliforniermöwe ist die dritte Vogelart, für die der Mono Lake eine wesentliche Funktion von kontinentaler Bedeutung hat. Sie brütet mit rund 50.000 Exemplaren auf den Inseln des Sees. Bei einer Weltpopulation von 220.000 Tieren ist der Mono Lake für den Bestand der Art wichtig. Sie litt in besonderem Maße unter der Absenkung des Wasserspiegels zu den Zeiten des Tiefstandes Anfang und erneut Ende der 1980er Jahre. Damals fiel ein Teil des nördlichen Sees trocken und die Negit-Insel wurde zur Halbinsel. Über die Landbrücke konnten Kojoten die Brutgebiete erreichen und verhinderten in den betroffenen Jahren jeden Bruterfolg auf dieser Insel.
Für den Amerika-Seeregenpfeifer ist der See ebenfalls von besonderer Bedeutung; er ernährt sich allerdings nur teilweise von den Larven der Salzfliegen und sucht seine Nahrung überwiegend in der Vegetation der Uferebene. Da er seine gut getarnten Nester nur auf weitgehend vegetationsfreiem Gelände anlegt, nutzt er besonders die trocken gefallenen Teile des ehemaligen Seebodens. Er profitierte daher von der Absenkung des Wasserspiegels. Die Art steht unter Artenschutz des Bundes nach dem Endangered Species Act, auf den Uferebenen des Mono Lake brüten rund 10 % des kalifornischen Bestands. Weitere Limikolen, die das Nahrungsangebot des Mono Lake in besonderem Maße nutzen, sind Amerikanische Säbelschnäbler und der Keilschwanz-Regenpfeifer. Der See hat für diese Arten aber keine herausragende Bedeutung.
Die Uferbereiche sowie die Berg- und Hügelhänge im Mono-Becken reichen vom Hochgebirge über diverse Wald- und Buschökosysteme, Beifuß-Steppe und Grasland unterschiedlicher Dichte bis zu den weitgehend vegetationsfreien Salzböden des trockengefallenen Seebetts. Von besonderer Bedeutung ist nur die Salzvegetation. Auch sie ist wegen der hohen Anforderungen des Lebensraums artenarm und besteht insbesondere aus dem Kreuzblütler Cleomella parviflora, der Radmelde Bassia hyssopifolia, der Salzschwade Puccinellia airoides, dem Süßgras Distichlis spicata und mehreren Arten aus der Gattung der Simsen. Als die ersten Weißen das Gebiet erreichten, lebten in den Gewässern des Mono-Beckens keine Fische. Es wird angenommen, dass sie durch die erst relativ kurz zuvor stattgefundenen vulkanischen Aktivitäten ausgestorben waren, da verhältnismäßig junge fossile Fische im Gebiet nachgewiesen wurden. Während im See selbst keine Fische leben können, wurden in den Zuflüssen zur Förderung des Angelsports zehn Fischarten eingesetzt, darunter fünf Forellen-Arten. Über 290 Vogelarten wurden im Mono-Gebiet nachgewiesen. Säugetiere kommen mit über 70 Arten im Einzugsgebiet des Sees vor, Arten von besonderer Bedeutung aber nur in den höheren Lagen des Gebirges, so dass der Mono Lake selbst für Säugetiere keine besondere Rolle spielt.
Die besonderen Umweltbedingungen am Mono Lake werden intensiv erforscht. Das bislang größte Projekt war von 2000 bis 2006 das Mono Lake Microbial Observatory der University of Georgia. Auch die NASA forscht für ihr Astrobiology laboratory am See, um herauszufinden, wie Lebensformen sich an extreme Bedingungen anpassen. Ende 2010 gab ein NASA-Team bekannt, dass aus Sedimenten des Sees ein Bakterienstamm mit der Bezeichnung GFAJ-1 isoliert wurde, der Arsenat an Stelle von Phosphat in die DNA einbauen könne. Dies würde das bisherige Verständnis der biochemischen Möglichkeiten für Lebewesen erweitern. Die Veröffentlichung wurde stark kritisiert, eine Überprüfung 2012 ergab, dass Arsen keinen Anteil an den Erbinformationen des Bakterienstammes hat und die ursprüngliche These damit zurückgewiesen werden muss.
Im Sediment des Uferbereichs wurden Fadenwurm-Arten entdeckt, die in besonderer Weise an die Umweltbedingungen angepasst sind. Insbesondere fällt Auanema spec. auf, die extrem arsenresistent ist und 500-fach so hohe Konzentrationen wie Menschen überlebt. Es gibt neben zwittrigen auch männliche und weibliche Tiere. Diese Art legt keine Eier, sondern gebiert lebend.

## Geschichte der Landnutzung
Die ursprünglichen Bewohner des Mono-Lake-Gebiets gehörten zu den Paiute-Indianern. Der regionale Stamm nannte sich selbst Kutzadika’a, was von dem Wort für die Salzfliegen in ihrer uto-aztekischen Sprache abgeleitet zu sein scheint. Sie sammelten die Fliegenlarven, trockneten sie und nutzten sie als proteinreiches Nahrungsmittel. Ihre Nachbarn, die Yokut, nannten sie Monachi, was wohl von den ersten Weißen zu Mono verkürzt wurde. Die Bedeutung des Wortes gilt als verloren. Die westlichen Mono lebten das ganze Jahr in den Tälern der Westflanke der Sierra Nevada, insbesondere im Yosemite- und im Hetch-Hetchy-Tal. Die östlichen Mono verbrachten den größten Teil des Jahres östlich der Berge rund um den Mono Lake und zogen nur im Herbst über den Kamm, um Eicheln und andere Baumfrüchte als Wintervorrat zu sammeln.
Als 1852 eine Abteilung der US Army unter Lieutenant Tredwell Moore Miwok-Indianer von Westen über den Kamm der Sierra verfolgte, betraten erstmals Weiße das Mono-Gebiet. Kurz darauf erkundeten Prospektoren die Vorkommen von Rohstoffen auf der Ostseite der Sierra Nevada. Als einer der ersten Prospektoren kam Leroy Vining in das Gebiet, er fand keine lukrativen Bodenschätze und wandte sich der Forstwirtschaft zu. Die Zuflüsse des Mono Lake wurden zum Zentrum einer bescheidenen Weidewirtschaft mit Rindern und Schafen, mit der vor allem die Bergleute versorgt wurden, die zunächst nach Gold, später nach anderen Metallen gruben. Die heutige Geisterstadt Bodie im nördlichen Nachbartal des Sees war die größte Bergbaustadt der Region. Außerdem wurden die Bergwälder forstwirtschaftlich genutzt. Die Mono Mill wurde als größtes Sägewerk der Region 1881 gegründet und bestand bis 1917. Die Versorgung von Bodie mit Holz war der Hauptgrund für die Errichtung der schmalspurigen (914 mm, 3 feet) Bodie Railway, die ab 1881 rund 50 km vom Mono Lake über das Sägewerk zur Goldgräbersiedlung fuhr und ebenfalls 1917 eingestellt wurde.
Mark Twain hielt sich 1861 und 62 in der Region auf und schrieb in Roughing It (dt.: Durch Dick und Dünn) fasziniert über die „Millionen an Enten und Möwen“. Im Auftrag der Bauleitung für die Eisenbahn zog 1881 der Geologe Israel Russell in die Region und blieb hier mehrere Jahre. Er erforschte die Geologie des Gebietes – sein Buch Quaternary History of Mono Valley, California (1884) gilt bis heute als Referenz. 1886 kam John Muir vom Yosemite-Tal über einen Indianerpfad an den See. Er schrieb in seinem Tagebuch (erst 1911 als My First Summer in the Sierra veröffentlicht) ausführlich über das Zusammenwirken von Gletschern und Vulkanismus, die die Landschaft des Beckens prägen. Der See selbst spielte bei ihm keine große Rolle.
Die Anwohner entwickelten früh bescheidene Anfänge von Tourismus. In den 1920er Jahren wurden Badeeinrichtungen an den Stränden des Sees eröffnet, das Wasser hatte etwa den eineinhalbfachen Salzgehalt eines Ozeans, und vor der Wasserableitung gab es am Nordufer ausgedehnte Sandstrände. Ab 1928 und bis zum Zweiten Weltkrieg fanden jährlich Strandfeste mit Motorbootrennen und Schönheitswettbewerben in Badekostümen statt. In den 1960er Jahren, bei bereits stark sinkendem Wasserspiegel, stand am nordwestlichen Ufer eine Marina, von der aus Bootsfahrten und Wasserskifahren angeboten wurden. Doch schon vor Ende des Jahrzehnts musste der Betrieb eingestellt werden, weil das Wasser vom Bootshaus nicht mehr erreichbar war und weite Uferbereiche sich in Schlammzonen verwandelten.
Heute liegt die kleine, nach dem Pionier Leroy Vining benannte Siedlung Lee Vining am westlichen Ufer des Sees, an den Hängen der Sierra die etwas größere Ortschaft June Lake. Noch immer findet ein bescheidener Abbau von Bimsstein an den Mono-Kratern statt. Ansonsten lebt die Region vom Tourismus. Im Sommer ist sie attraktiv für Wanderer und Angler und der See ist ein bedeutender Stopp für Touristen, die über den Tioga Pass in den Yosemite-Nationalpark fahren oder von dort kommen. Im Winter zieht das Skigebiet June Lake Ski Area am Oberlauf des Rush Creek die meisten Besucher an.

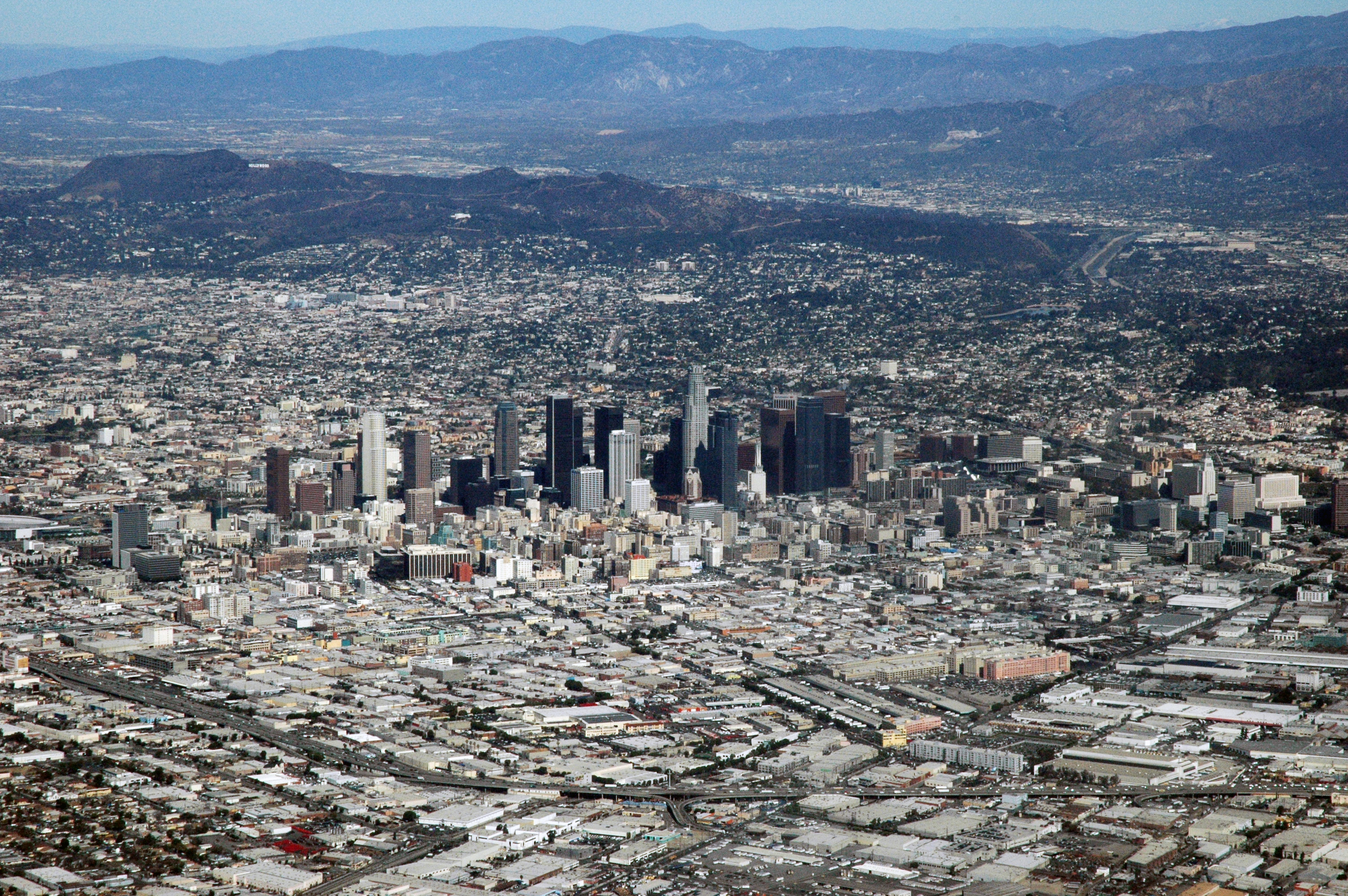
Los Angeles

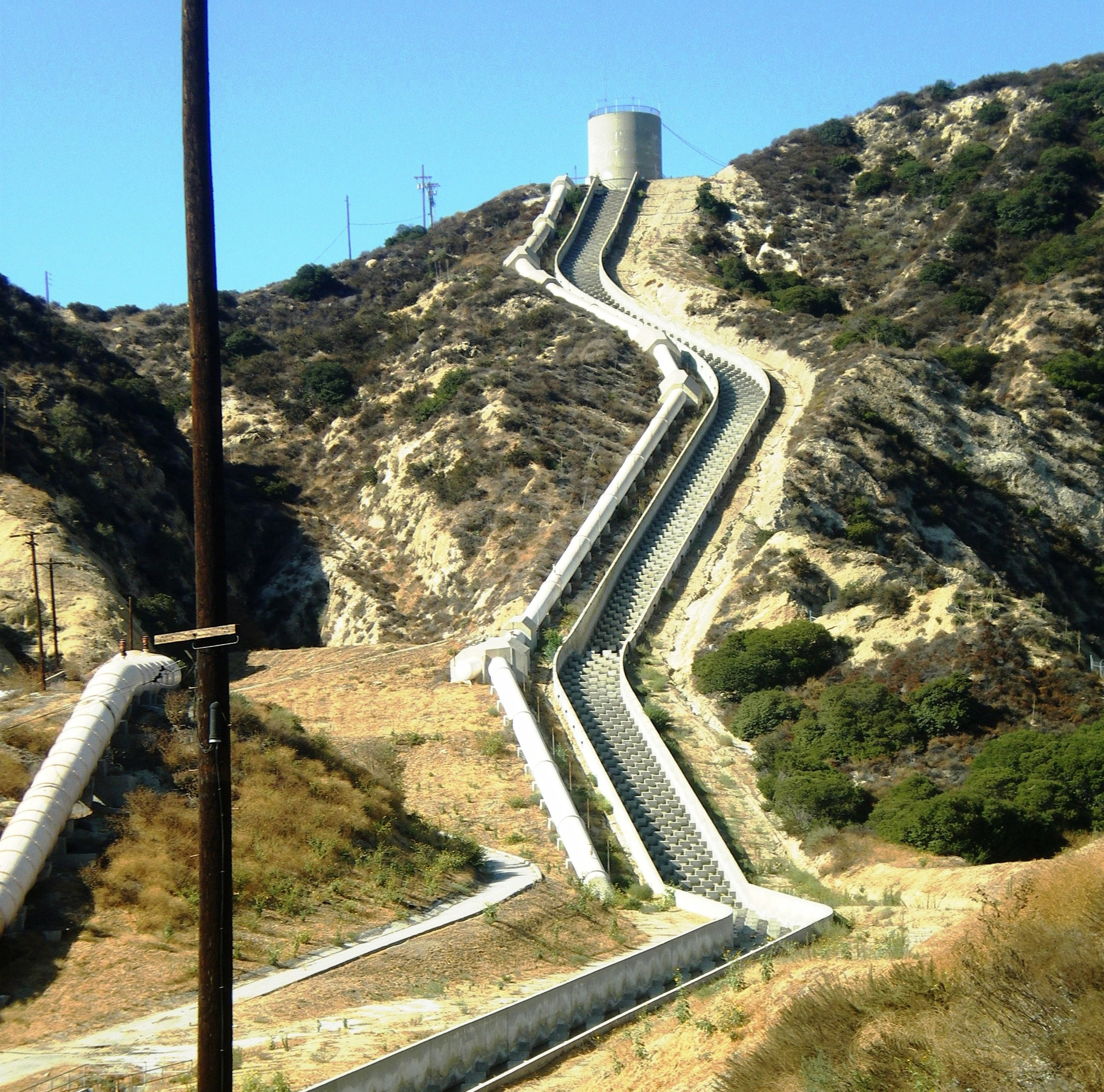
Los Angeles Aqueduct im San Fernando Valley

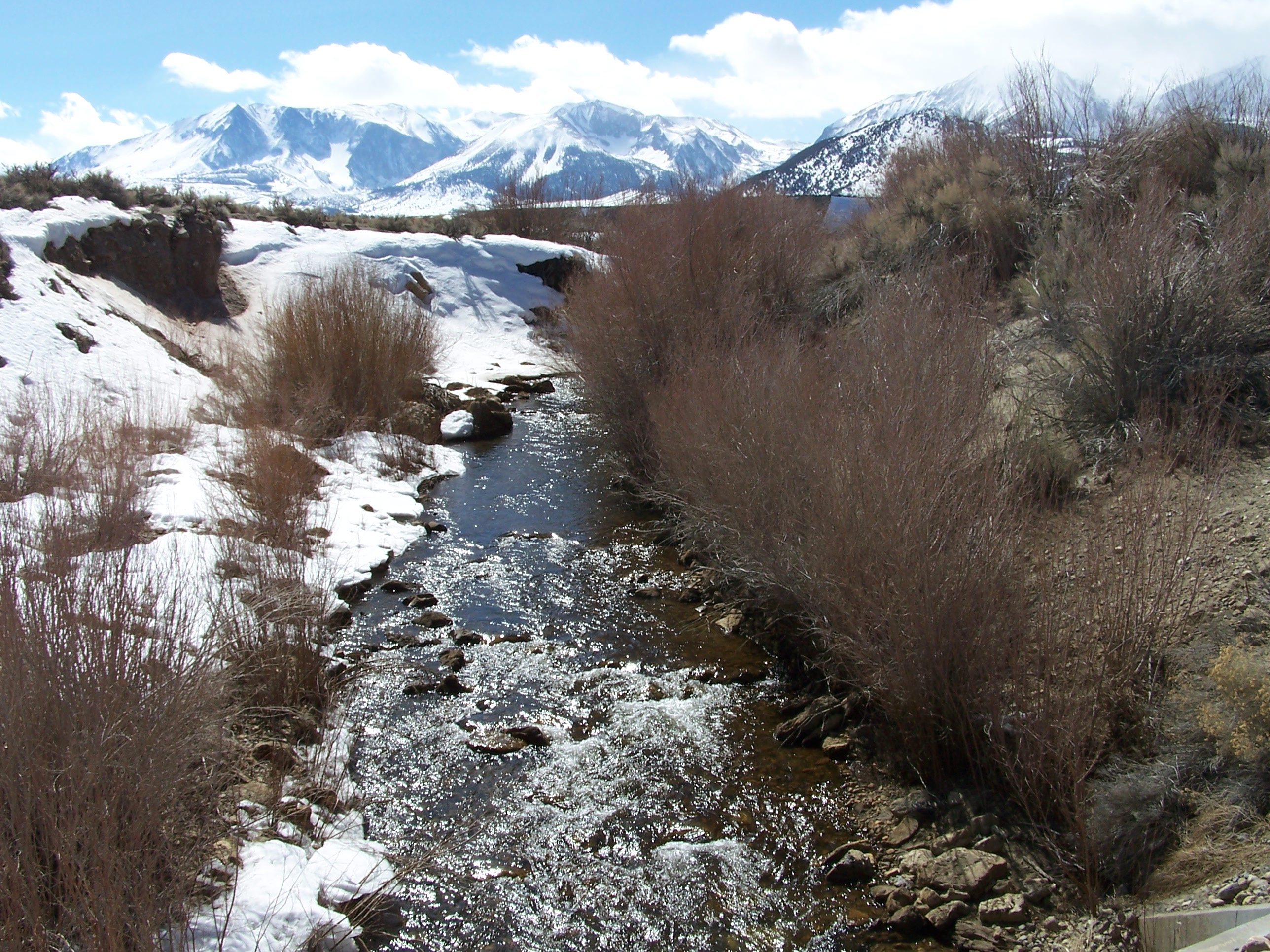
Rush Creek 2010. Das Bachbett ist durch langjährige Eingriffe übermäßig eingetieft

## Wasserableitung
Die in den Wüsten Südkaliforniens liegende Siedlung Los Angeles hätte nicht zur Groß- und Millionenstadt anwachsen können, wenn sie sich nicht zu Beginn des 20. Jahrhunderts dauerhafte Trinkwasserquellen erschlossen hätte. William Mulholland plante als Leiter des Los Angeles Department of Water and Power, die Niederschläge auf der Ostflanke der Sierra Nevada zu nutzen. 1913 wurde der erste Los Angeles Aqueduct eröffnet, der vom Owens River im südlich an das Mono-Becken anschließenden Owens Valley Wasser ableitete. Von 1934 bis 1940 verlängerte Los Angeles das Aquäduktsystem bis in das Mono-Becken und zapfte ab 1941 Oberflächenwasser ab. Dazu wurde der Lee Vining Creek durch eine Pipeline an den Hängen der Sierra mit dem Grant Lake Reservoir am aufgestauten Rush Creek verbunden und ein Tunnel mit einer Druckröhre nach Südosten unter den Mono-Kratern in die Long Valley Caldera gebohrt. Dort wird das Wasser zunächst in einem Wasserkraftwerk zur Energiegewinnung genutzt; es fließt anschließend im Bett des Owens River nach Süden, bis es zwischen Big Pine und Lone Pine in den Aquädukt ausgeleitet wird. Die Erlaubnis sah vor, dass Los Angeles aus dem Mono-Becken und dem Owens Valley bis zu 200 Kubikfuß pro Sekunde (≈5,66 m³/s) ableiten darf, ohne Restwassermengen festzulegen, die in den Bächen verbleiben und dem See zufließen müssen. 1970 wurde die Kapazität der Leitung erweitert, als der zweite Los Angeles Aqueduct im Owens Valley eröffnet wurde, erst jetzt konnte Los Angeles die genehmigten Wassermengen tatsächlich ableiten und nutzen.

### Folgen für die Ökosysteme
Schon bald überstieg die natürliche Verdunstung den reduzierten Wasserzufluss in den Mono Lake, so dass der Pegel des Sees dramatisch sank. 1941, vor der Ableitung der Zuflüsse, lag der Wasserspiegel des Sees auf 1956 m über dem Meer. Der niedrigste Wert wurde 1982 mit 1933 m über dem Meer erreicht. Die Bachläufe zum See fielen weitgehend trocken oder führten nur noch in der nassen Jahreszeit Wasser. Süßwassersümpfe auf dem Westufer, in denen bis 1940 zehntausende Entenvögel lebten, trockneten aus. Die Enten verschwanden aus dem Mono Basin. Am Ufer fiel Seeboden trocken, der mit alkalischem Sand bedeckt war. Einmal getrocknet, wurde dieser bei Stürmen aufgewirbelt und erzeugte ätzende Sandstürme, die die Grenzwerte für Partikel in der Luft weit überschritten und gesundheitsgefährdend waren. Andererseits wurden die meisten der heute sichtbaren bizarren Kalktufftürme trockengelegt und zugänglich, was wiederum erheblich zum Bekanntheitsgrad des Sees beigetragen hat.
1974 kartierte David Gaines, damals Doktorand der University of California, Davis, am See. Er verfasste einen Text über die Krise des bedrohten Ökosystems. 1976 war er an einer studentischen Forschungsgruppe an der Stanford University beteiligt, die die erste umfassende Studie des Mono-Lake-Ökosystems verfasste. Gaines gründete 1978 das Mono Lake Committee als Organisation innerhalb der Audubon Society und spielte eine ausschlaggebende Rolle in der Kampagne, die kalifornische Öffentlichkeit und Politiker über die Wirkungen des gesunkenen Pegels zu informieren. Zudem reichte die Naturschutzorganisation zusammen mit Fischereiverbänden und weiteren Interessengruppen Klagen gegen die Genehmigungen zur Wasserausleitung ein.
Als durch den sinkenden Wasserspiegel die Negit-Insel zur Halbinsel wurde, so dass Kojoten die Nester der Kaliforniermöwen plündern konnten, experimentierte der Forest Service mit Sprengungen, um einen Wassergraben zu erhalten. Nach dem niedrigsten Wasserstand von 1982 ließen überdurchschnittliche Regenfälle den See bis 1986 wieder etwas wachsen. Anschließend setzte eine mehrjährige Trockenheit ein. Als die Negit-Insel im Norden des Sees 1989 erneut zur Halbinsel wurde, bauten Naturschützer Elektrozäune, um die Brutplätze zu schützen. Zudem verstärkten sie Lobbykampagnen, mit denen Politiker des Staates Kalifornien, der Bundesebene und im Laufe der Zeit auch zunehmend Vertreter der Stadt Los Angeles für den Schutz des Mono Lake gewonnen wurden.

### Kampf vor Politik und Gerichten

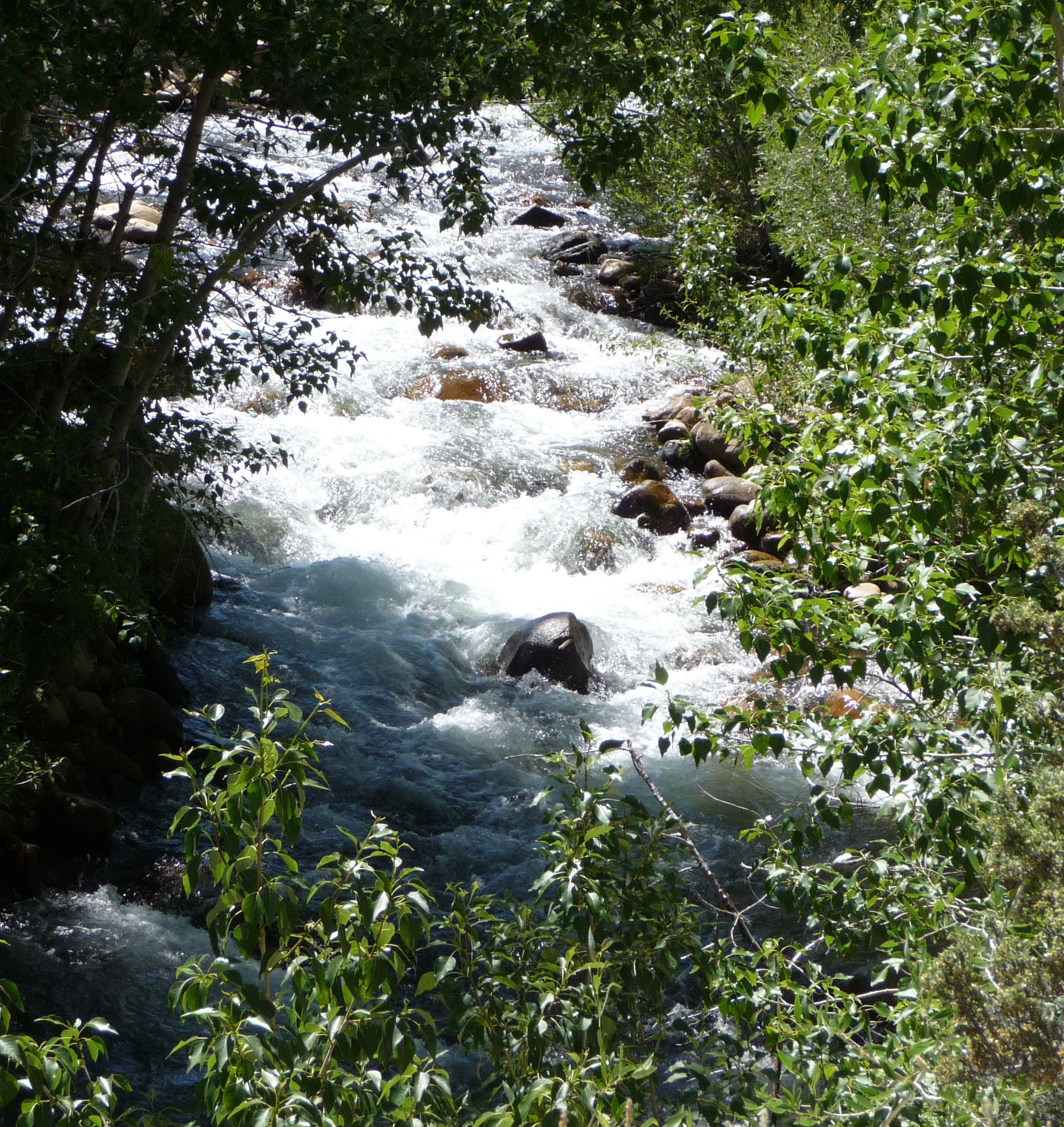
Lee Vining Creek 2009, wieder mit naturnaher Wassermenge

Demgegenüber standen die Interessen der Stadt Los Angeles. Sie nutzt einerseits das Trinkwasser von der Ostflanke der Sierra Nevada direkt, andererseits erzeugt es auf dem Weg und im Aquädukt Energie aus Wasserkraft, die ebenfalls Los Angeles zur Verfügung steht. Das Department of Water and Power stellte sich auf den Standpunkt, dass ihre Genehmigungen zur Wassernutzung unanfechtbar seien und ging zunächst auch auf großzügige Angebote kalifornischer Politiker zur Gewinnung von Wasser aus anderen Gebieten oder zur Nutzung von Einsparpotentialen nicht ein. Als die Prozesse ergaben, dass die Ausleitungsgenehmigungen erfolgreich angefochten werden konnten und die öffentliche Meinung sich stark für den Schutz des Mono-Gebiets einsetzte, änderte sich die Position des Departments langsam. Ab Ende der 1980er Jahre und verstärkt in den ersten Jahren nach 1990 wirkte die Stadtverwaltung an Projekten mit, durch die Kläranlagen in ganz Südkalifornien ausgebaut wurden. Geklärtes Wasser konnte so für Zwecke eingesetzt werden, die bisher Trinkwasser erforderten, welches dadurch für höherwertige Nutzungen frei wurde. Effektivere Bewässerungsmethoden in der Landwirtschaft sparten erhebliche Wassermengen ein, die den Siedlungsgebieten zur Verfügung gestellt werden konnten. Durch Kampagnen für Wassereinsparung, die gezielt auf den Schutz von Naturräumen wie dem Mono Lake und der Santa Monica Bay abstellten, wurde der Wasserverbrauch von Haushalten in Los Angeles im selben Zeitraum dauerhaft um über 15 % gesenkt.
Die Wasserableitung wirkte sich nicht nur am Mono Lake aus. Der aus dem Owens River gespeiste, rund 190 km südlich des Mono Lake gelegene Owens Lake, in dem früher ein ähnliches Ökosystem existierte, trocknete vollständig aus. Der Mono Lake entkam dem Schicksal des Owens Lake, weil 1983 eine Klage des Mono Lake Committee und verbündeter Organisationen vor dem Supreme Court of California ergab, dass die Wasserkontrollbehörde die öffentlichen Belange bei der Abwägung über die Wasserableitung nicht ausreichend beachtet hatte. Ein untergeordnetes Gericht bestimmte daraufhin einen vorläufigen Mindestpegel von 1944 m über dem Meer und schränkte die Ableitung ein, bis dieser erreicht wäre. Der Kongress der Vereinigten Staaten gab 1984 eine Studie in Auftrag, die den Mono Lake und das Becken auf Auswirkungen verschiedener Wasserstände untersuchen sollte. Eine dafür eingesetzte Arbeitsgruppe des National Research Council legte 1987 die umfassende Studie zur Ökologie des Gebietes und den Folgen der Wasserpegelabsenkung vor. Weitere Studien wurden vom Bundesstaat Kalifornien und der Fachbehörde für Wassernutzung in Auftrag gegeben.

### Anordnung von Schutzmaßnahmen

Gesamt-Ammonium-Verteilung in Mikromol nach Wassertiefe während der meromiktischen Phase von 1982 bis 1988

Aufgrund der Studie von 1987, weiterer Studien sowie einer Umweltverträglichkeitsprüfung und nach einer Reihe langwieriger Prozesse erließ die kalifornische Behörde für Wasserressourcen California State Water Resources Control Board im September 1994 eine Entscheidung zum Schutz des Mono Lake und seiner Zuflüsse, durch die die Wasserableitung begrenzt wurde. Die Behörde legte für Rush Creek und Lee Vining Creek, die Zuflüsse des Sees, Restwassermengen fest, die unterhalb der Wehre zur Wasserableitung ein Ökosystem mit stabilem Fischbestand ermöglichen. Dabei sollen langfristig wieder Teile der für Entenvögel wichtigen Süßwassersumpfzonen entstehen. Für den Mono Lake selbst gab sie einen Wasserstand von 1948 Metern als Ziel vor. Der Wert wurde ermittelt, indem die in den Studien ermittelten Einflüsse verschiedener Wasserstände auf die einzelnen Ökofaktoren und die in besonderem Maße auf den See angewiesenen Arten abgewogen wurden.
Seitdem ist der Pegel langsam gestiegen; die Negit Insel ist wieder vor Landraubtieren sicher. Vom 1994 als Ziel definierten Pegelstand von 1948 Metern war der Wasserstand Ende 2017 noch rund drei Höhenmeter entfernt. Ursprünglich war vorgesehen, dass die Behörde für Wasserressourcen nach 20 Jahren, also im September 2014, prüft, ob das Ziel erreicht wurde und gegebenenfalls weitere Beschränkungen bei der Wasserableitung anordnet. Dazu kam es nicht, weil im August 2013 eine Vereinbarung zwischen den ursprünglichen Klägern, der Stadt Los Angeles und der kalifornischen Naturschutzbehörde geschlossen wurde. Sie sieht vor, dass die Stadtverwaltung auf eigene Kosten den Stausee Grant Lake im Einzugsgebiet des Mono Lake so umbauen muss, dass damit ein natürlicher Wasserabfluss in den Rush Creek simuliert werden kann. Dadurch werden die Ökosysteme des Bachlaufs und der Mündung in den Mono Lake renaturiert. Im Gegenzug erhält die Stadt Los Angeles das Recht, einmalig zusätzliche Wassermengen abzuleiten. Die Datenerhebung am See und in seinem Einzugsgebiet geht weiter, die kalifornische Wasserbehörde wird bis 2020 die Einhaltung überprüfen und gegebenenfalls weitere Maßnahmen anordnen.

### Weitere Folgen
Als durch die Einschränkung der Wasserableitung erstmals Ende 1994 große Mengen Süßwasser dem See zuflossen, in dem eine hohe Salzkonzentration herrschte, legte sich das leichte Süßwasser über das schwere Salzwasser. Daher fanden 1995 die ansonsten durch jahreszeitliche Temperaturschwankungen im Frühjahr und Herbst ausgelösten, vollständigen Wasserzirkulationen im See nicht statt. Dieser Zustand wird meromiktisch genannt und hat Folgen für die Verteilung von Sauerstoff und Nährstoffen, insbesondere Stickstoff im See. Ohne Durchmischung von Oberflächen- mit Tiefenwasser gelangt kein Sauerstoff in die Tiefe, andererseits werden Nährstoffe, die in Form von Stoffwechselprodukten oder toten Lebewesen absinken, nicht mehr in die biologisch aktiveren Schichten nahe der Oberfläche transportiert.
Eine meromiktische Periode war schon während der Ausleitung zwischen 1982/83 und Ende 1988 durch besonders hohe Niederschläge aufgetreten, für die Jahre 1938 und 1969 besteht wegen bekannt hoher Niederschläge der Verdacht, dass eine meromiktische Phase vorlag, die aber wegen der damals geringeren Salinität jeweils nur ein Jahr dauern konnte. Der Beginn der meromiktischen Phase 1995 infolge der Renaturierung löste wissenschaftliche Untersuchungen aus. Aufgrund der damaligen Modelle wurde angenommen, dass diese Phase 44 bis 63 Jahre dauern und erhebliche negative Auswirkungen auf das Ökosystem des Sees haben würde. Daher schlug eine vom Los Angeles Department of Water and Power finanzierte Arbeitsgruppe vor, die volle Wasserableitung wieder aufzunehmen, um die Schichtung auf diese Weise aufzubrechen.
Tatsächlich folgte die längste bekannte meromiktische Periode des Mono Lake, jedoch war die Dauer erheblich geringer als vorhergesagt. Ende 2003 erfolgte eine vollständige Durchmischung und die Wiederaufnahme des Nährstofftransports zwischen den Wasserschichten. Eine weitere, kurze Phase dauerte von 2005/2006 bis 2007. In allen Fällen zeigten sich keine dauerhaften Folgen. Die Population der Salzkrebse ging während der meromiktischen Zustände zurück, worunter auch der Bruterfolg der Kaliforniermöwe litt, jedoch nicht in schwerwiegendem Ausmaß.
Außer der Beschränkung der Wasserableitung werden die Bachbetten der Zuflüsse auch direkt renaturiert. Am Mill Creek fand in den Jahren 2012 und 2013 ein Umbau des Wasserlaufs unterhalb des Kraftwerks statt, damit auch hier die rechtlich zugesicherte Wassermenge tatsächlich in den Bach abfließen kann.

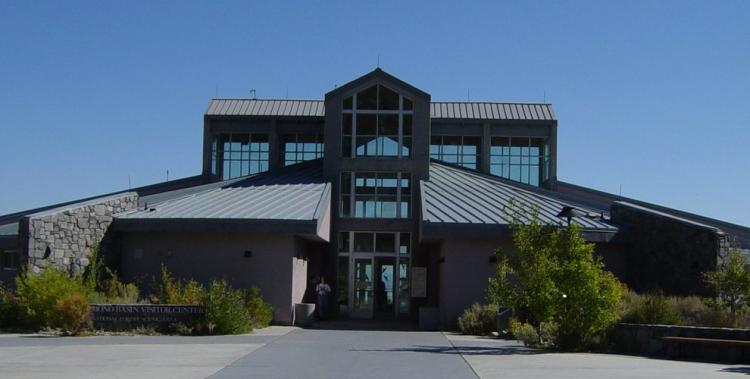
Das Besucherzentrum des US Forest Service bei Lee Vining

## Schutzgebiete am See
Seit 1982 ist der Teil des ehemaligen Seebetts, der seit dem Beginn der Wasserausleitung im Jahr 1941 trocken gefallen ist, unter dem Namen Mono Lake Tufa State Reserve als Schutzgebiet des Staates Kalifornien ausgewiesen. Aufgrund der Haushaltsnotlage des Staates Kalifornien war 2012 die Schließung der State Reserve geplant. Nur weil die Bodie Foundation, eine gemeinnützige Organisation, einige Verwaltungsfunktionen übernahm, bleibt das Schutzgebiet weiterhin zugänglich. Das Umfeld des Sees ist mit Ausnahme des Siedlungsbereichs von Lee Vining nahezu vollständig im Besitz der Bundesregierung und untersteht großteils dem Inyo National Forest innerhalb des United States Forest Service. Seit 1984 sind der Talgrund, die unteren Hänge und große Teile des Mono-Kraterfeldes als Mono Basin National Forest Scenic Area ausgewiesen. Diese Form eines Schutzgebietes unter der Verwaltung des Forest Service ist einmalig. Bei Lee Vining informiert ein kleines Besucherzentrum in den Sommermonaten über die Problematik der Wasserableitung und die ökologische Bedeutung des Sees.
In den Hochlagen der Sierra Nevada liegen auf der Ostflanke und damit zumindest teilweise innerhalb des Mono Lake Basin zwei Wilderness Areas, die strengste Klasse von Naturschutzgebieten in den USA. Die Ansel Adams Wilderness und die Hoover Wilderness wurden 1964 eingerichtet, haben zusammen 1440 km² und stehen unter der Verwaltung des US Forest Service. Östlich des Sees wurde 2009 im Hügelland mit der Granite Mountain Wilderness eine weitere Wilderness Area eingerichtet. Sie hat 139 km² und wird durch das Bureau of Land Management verwaltet.
20 Kilometer nördlich des Mono Lake liegt der Bodie State Historic Park, der über eine Schotterstraße zu erreichen ist. Der State Park dient der Erhaltung der alten Goldgräberstadt Bodie, einer der besterhaltenen Geisterstädte der USA.

## Mono Lake in den Medien
Clint Eastwood ließ für den Film Ein Fremder ohne Namen (1973) ein Dorf am südlichen Seeufer errichten. International bekannt wurde die bizarre Landschaft des Sees ab 1975, als ein Foto von Storm Thorgerson das Innencover und eine beiliegende Postkarte des Pink-Floyd-Albums Wish You Were Here zierte. Es zeigt den Mono Lake mit Tufftürmen und einen scheinbar ohne Spritzer ins Wasser eintauchenden Schwimmer. Es entstand im flachen Wasser, der Schwimmer war in Yoga geübt und konnte unter Wasser einen Handstand halten, bis die Wellen ausgelaufen waren. 1979 stellten Naturschützer eine Ausstellung von Fotos des Sees zusammen und erkannten, dass seit 1868 nahezu alle prominenten Landschaftsfotografen Amerikas den See und seine Tuff-Gebilde fotografiert hatten. Die Ausstellung zeigte unter anderem Werke von Ansel Adams, Timothy H. O’Sullivan, Philip Hyde und Brett Weston und reiste durch den Westen der Vereinigten Staaten. Sie ist heute im Besucherzentrum von Lee Vining zu sehen. Seitdem erschien eine Vielzahl an Bildbänden und Fotokalendern, die den See und seine ungewöhnlichen Landschaften darstellen.